# Comissió Europea contra el Racisme i la Intolerància
La Comissió Europea contra el Racisme i la Intolerància (ECRI) és l'òrgan independent de control dels drets humans del Consell d'Europa especialitzat en la lluita contra l'antisemitisme, la discriminació, el racisme, la intolerància religiosa i la xenofòbia. Publica informes periòdics sobre els estats membres del Consell d'Europa i emet recomanacions sobre polítiques generals. La decisió de fundar la ECRI es va adoptar el 1993. L'organització es va fer oficialment activa a partir del març de 1994.